# Campeonato del Mundo de F1 Powerboat
El Campeonato del Mundo de F1 Powerboat es una competición de lanchas de motor con reglas similares a la Fórmula 1. Cada carrera dura aproximadamente 45 minutos a través de un circuito marcado en el agua, de un lago, río o bahía.

## Palmarés

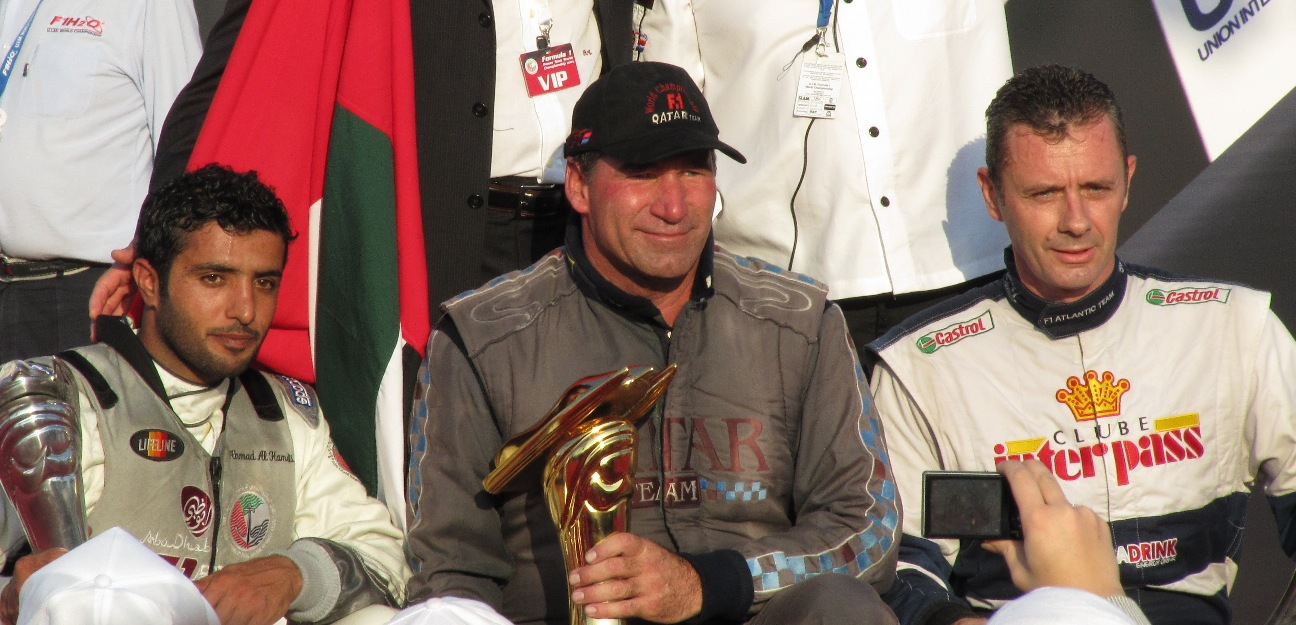
Los ganadores de la prueba en Abu Dhabi en 2009, de izquierda a derecha Ahmad Al Hameli (segundo), Jay Price (ganador) y Philippe Chiappe (tercero).

| Temporada | Campeón          |
| --------- | ---------------- |
| 1981      | Renato Molinari  |
| 1982      | Roger Jenkins    |
| 1983      | Renato Molinari  |
| 1984      | Renato Molinari  |
| 1985      | Bob Spalding     |
| 1986      | Gene Thibodaux   |
| 1987      | No celebrado     |
| 1988      | No celebrado     |
| 1989      | No celebrado     |
| 1990      | John Hill        |
| 1991      | Jonathan Jones   |
| 1992      | Fabrizio Bocca   |
| 1993      | Guido Cappellini |
| 1994      | Guido Cappellini |
| 1995      | Guido Cappellini |
| 1996      | Guido Cappellini |
| 1997      | Scott Gillman    |
| 1998      | Jonathan Jones   |
| 1999      | Guido Cappellini |
| 2000      | Scott Gillman    |
| 2001      | Guido Cappellini |
| 2002      | Guido Cappellini |
| 2003      | Guido Cappellini |
| 2004      | Scott Gillman    |
| 2005      | Guido Cappellini |
| 2006      | Scott Gillman    |
| 2007      | Sami Seliö       |
| 2008      | Jay Price        |
| 2009      | Guido Cappellini |
| 2010      | Sami Seliö       |
| 2011      | Alex Carella     |
| 2012      | Alex Carella     |
| 2013      | Alex Carella     |
| 2014      | Philippe Chiappe |
| 2014      | Philippe Chiappe |
| 2015      | Philippe Chiappe |
| 2016      | Philippe Chiappe |
| 2017      | Alex Carella     |
| 2018      | Shaun Torrente   |
| 2019      | Shaun Torrente   |
| 2020      | no realizado     |
| 2021      | Jonas Andersson  |
| 2022      | Shaun Torrente   |
| 2023      | Jonas Andersson  |